# Omul negru 3
Omul negru 3 (titlu original: Boogeyman 3) este un film american din 2008 regizat de Gary Jones. Este creat în genurile supranatural de groază. Rolurile principale au fost interpretate de actorii Erin Cahill, Chuck Hittinger și Mimi Michaels. Este continuarea filmelor Omul negru (Boogeyman 2, 2005) și Omul negru 2 (Boogeyman 2, 2007).

## Prezentare
După ce o studentă este martoră la pretinsa sinucidere a colegei sale de cameră, au loc o serie de evenimente teribile care o determină să se teamă foarte tare de o entitate supranaturală. În timp ce încearcă în zadar să convingă restul colegilor din cămin că printre ei se află un Boogeyman, forța malefică devine mai puternică și prietenii ei încep să plătească prețul. Ea trebuie să oprească acest Rău înainte ca întregul campus să devină prada acestuia.

## Distribuție
- Erin Cahill - Sarah Morris
- Chuck Hittinger - David
- Mimi Michaels - Lindsay
- George Maguire - Jeremy
- WB Alexander - Lukas
- Matt Rippy - Roger Kane
- Nikki Sanderson - Audrey Allen
- Elyes Gabel - Ben
- Galina Talkington -  Katie
- Jayne Wisener - Amy
- Kate Maberly - Jennifer
- Nikolai Sotirov și Vladimir Yossifov - Boogeyman